# Košutica (Sokolac)
Pour les articles homonymes, voir Košutica.
Košutica (en serbe cyrillique : Кошутица) est un village de Bosnie-Herzégovine. Il est situé sur le territoire de la ville d'Istočno Sarajevo, dans la municipalité de Sokolac et dans la république serbe de Bosnie. Selon les premiers résultats du recensement bosnien de 2013, il compte 90 habitants.

## Géographie
Le village est situé au nord-est de Sokolac, au bord de la rivière Leava.

## Histoire
Sur le territoire du village se trouvent les nécropoles de Luburića polje, qui abritent des tumuli préhistoriques et deux nécropoles abritant en tout 134 stećci, un type particulier de tombes médiévales ; cet ensemble est inscrit sur la liste des monuments nationaux de Bosnie-Herzégovine ; le site fait parallèlement partie des 22 sites avec des stećci proposés par le pays pour une inscription au patrimoine mondial de l'UNESCO.

## Démographie

### Évolution historique de la population dans la localité
| 1948 | 1953 | 1961 | 1971 | 1981 | 1991 | 2013 |
| ---- | ---- | ---- | ---- | ---- | ---- | ---- |
| -    | -    | 238  | 186  | 158  | 178  | 90   |

|  |

### Communauté locale
En 1991, la communauté locale de Košutica comptait 908 habitants, répartis de la manière suivante :